# Derecho latino
Derecho latino, en latín ius Latii, latinitas o ius latinum, era un estatus cívico entre los antiguos romanos, intermedio entre la plena ciudadanía romana y el estatus de los peregrinus o "no-ciudadanos". Inicialmente se concedió a los pueblos del Latium, es decir, a los latini (los latinos), luego a otras  ciudades itálicas y, posteriormente, en determinados 
territorios provinciales.  Los más importantes de los derechos que confería eran el commercium (poseer tierras en cualquiera de las ciudades latinas y realizar contratos con sus ciudadanos), el connubium (contraer matrimonio legal con un residente en cualquier ciudad latina) y el ius migrationis (adquirir la vecindad de cualquier ciudad latina por el simple hecho de residir en ella de forma permanente). Los sujetos al derecho latino estaban protegidos por las leyes romanas (véase también derecho romano).
No debe confundirse con rito latino.

## Origen del derecho latino
Las guerras latinas (340-338 a. C.) fueron conflictos entre Roma y los demás pueblos del Latium. Terminaron en la victoria romana y la disolución de la Liga latina, una confederación de unas treinta ciudades de la zona. Algunas de ellas, anteriormente ciudades-estado, fueron plenamente incorporadas a la República, mientras que otras recibieron derechos y privilegios limitados, que podían ejercer en sus tratos con los ciudadanos romanos, lo que llegó a ser conocido como ius latii (derecho latino). Este derecho latino fue extendido, posteriormente, a otras colonias latinas a lo largo de la península itálica (diferenciadas a su vez de los demás municipios itálicos ya provistos de plena  
ciudadanía romana, como eran, siempre dentro de Italia, las colonias romanas y los municipia optimo iure) hasta  el siglo III a. C. más tarde, a ciudades provinciales que no tenían ninguna relación con los antiguos latinos: en 171 a. C. se concedió la ciudadanía latina a la primera ciudad fuera de Italia: Carteia, hoy San Roque (Cádiz).

## Derecho latino durante el Imperio
Con la gran extensión de asentamientos coloniales bajo Julio César y, sobre todo, bajo Augusto, el derecho latino se usó más como instrumento político, que impulsaba la integración de comunidades provinciales a través del liderazgo local. La parte principal del estatus que se confería a esas colonias era la adquisición de la ciudadanía romana a través del desempeño de los cargos municipales (ius adipiscendae civitatis per magistratum), lo que permitía un cursus honorum que llevaba a las élites locales a crear una comunidad romanizada. En 123, el emperador Adriano, introdujo una modificación clave en el derecho latino: el Latium maius ("derecho latino mayor"), que convertía en ciudadanos romanos a todos los miembros del Concejo de un determinado municipio. 
El derecho latino era una adquisición que se obtenía por otorgamiento imperial. Este beneficio podía abarcar todo el espectro desde subvenciones a individuos a los laudos dictados a ciudades enteras, e incluso podía  ser aplicado a toda una población, como cuando el emperador Vespasiano otorgó el derecho latino a todas las provincias de Hispania, en el año 74 (Edicto de Latinidad de Vespasiano). Aunque este decreto podía abarcar ciudades enteras, es importante tener en cuenta que no necesariamente implica el establecimiento de un municipium. A menudo, como en Hispania, la constitución de municipios formales podía haber seguido unos años después de la concesión inicial.

## Derecho latino y ciudadanía
El derecho latino era un paso intermedio hacia la consecución de la plena ciudadanía romana. En tiempo de la República, los que poseían derechos latinos tenían la mayor parte de las libertades ciudadanas, excepto el derecho al voto. Además, sólo los ciudadanos romanos podían desempeñar cargos en Roma y servir en las legiones. No obstante, para la mayor parte de la población, el significado de estos derechos era la pertenencia al Imperio.
Fue un mecanismo instrumental en política exterior, permitiendo la incorporación de nuevos territorios mediante el incentivo de ese particular estatus.
Inicialmente se extedió la plena ciudadanía romana a todos los habitantes de la Italia peninsular (la cual constituía el territorio metropolitano de la misma Roma) tras la guerra Social (91-88 a. C.) y, con Julio César, se extendió al norte de Italia continental (conocido inicialmente como Gallia Cisalpina y, en tiempos de Augusto, anexado definitivamente al territorio de Italia), mientras, posteriormente, se concedió gradualmente la ciudadanía latina (y en ciertos específicos casos la ciudadanía romana) a algunas ciudades 
provinciales, es decir, situadas en los territorios fuera de Italia. Por último, en 212, el emperador Caracalla, mediante la Constitutio Antoniniana, dio la plena ciudadanía a todos los hombres libres del Imperio. A partir de entonces, el ius latii pasó a ser más una formalidad que un estatus diferenciado.